# 武岡イネス恵美子
武岡 イネス 恵美子（たけおか イネス えみこ、1971年5月1日 - ）は、日本の元女子サッカー選手。元サッカー日本女子代表。現役時代のポジションはフォワード。

## 来歴
日興證券女子サッカー部ドリームレディースでプレー。チームは1996年の第8回日本女子サッカーリーグから3連覇したが1999年をもって廃部となった。1999年をもって現役を退いて、教職に就き、十文字中学校・高等学校に着任。十文字高校の女子サッカー部の指導も行っている。

## 日本代表
サッカー日本女子代表では、1994年8月のスロバキア遠征（2連戦）のメンバーに選出された。遠征2試合目、8月21日のオーストリア代表との試合で森本鶴などと共にデビューした。翌1995年には6月の1995 FIFA女子ワールドカップのメンバーにも選出された（試合出場は無し）。9月の1995 AFC女子選手権では2試合に出場3得点を決め、日本は準優勝だった。日本代表での出場は通算3試合で3得点だった。

## 代表歴
- 1994年8月21日 - A代表初出場 - オーストリア戦
- 1995年9月25日 - A代表初得点 - インド戦

### 出場大会など
- 1995 FIFA女子ワールドカップ
- 1995 AFC女子選手権（準優勝）

### 試合数
- 国際Aマッチ 3試合 3得点（1994-1995）

| 日本代表 | 国際Aマッチ | 国際Aマッチ |
| 年       | 出場        | 得点        |
| -------- | ----------- | ----------- |
| 1994     | 1           | 0           |
| 1995     | 2           | 3           |
| 通算     | 3           | 3           |

### 出場
| # | 開催日         | 開催地         | 会場 | 相手           | 結果  | 監督   | 大会               |
| - | -------------- | -------------- | ---- | -------------- | ----- | ------ | ------------------ |
| 1 | 1994年08月21日 | ドブニッツア   |      | オーストリア   | ○1-0  | 鈴木保 | スロバキア国際大会 |
| 2 | 1995年09月25日 | コタ・キナバル |      | インド         | ○6-0  | 鈴木保 | アジア選手権       |
| 3 | 1995年09月27日 | コタ・キナバル |      | ウズベキスタン | ○17-0 | 鈴木保 | アジア選手権       |

### 得点
| # | 開催年月日    | 開催地         | 対戦国         | 勝敗   | 試合概要           |
| - | ------------- | -------------- | -------------- | ------ | ------------------ |
| 1 | 1995年9月25日 | コタ・キナバル | インド         | ○ 6-0  | 1995 AFC女子選手権 |
| 2 | 1995年9月25日 | コタ・キナバル | インド         | ○ 6-0  | 1995 AFC女子選手権 |
| 3 | 1995年9月27日 | コタ・キナバル | ウズベキスタン | ○ 17-0 | 1995 AFC女子選手権 |